# Masamithrips masamii
Masamithrips masamii (лат.) — вид трипсов из подсемейства Thripinae. Эндемик Австралии. Типовой вид рода Masamithrips.

## Распространение
Австралия: север штата Западная Австралия, Кунунарра, Kununurra Gorge. Обнаружены на злаковых растениях рода триодия (Poaceae).

## Описание
Мелкие макроптерные трипсы длиной около 1 мм. Тело, в основном жёлтое; брюшной сегмент X тёмно-коричневый, задний край сегмента IX обычно коричневый; членики усиков I—III — жёлтые, членики V—VIII — светло-коричневые. Передний край головы конически выступает перед глазами. Передние крылья слабо затемнённые в базальной половине и светлые у вершины. Усики состоят из 8 сегментов. Максиллярные щупики 2-члениковые. Сложные глаза состоят из 5 пигментированных фасеток. Задний край пронотума несёт 4 пары щетинок. Вершина передних голеней без модифицированных щетинок. Длина тела самки 1,28 мм; длина головы — 0,10 мм; ширина головы, измеренная через глаза — 0,11 мм; длина оцеллярных сет III — 0, 015 мм. Длина пронотума — 0,12 мм (максимальная ширина — 0,135); длина сет на пронотуме 0,035 — 0,040 мм. Длина передних крыльев — 0,570 мм. Длина тергита IX — 0,09 мм; длина тергита X — 0,75 мм. Длина члеников усика III—VIII равна соответственно 30, 25, 28, 40, 8, 12 μ..

## Этимология
Вид и род были названы в честь японского энтомолога Масами Масумото (англ. Masami Masumoto), внёсшего значительный вклад в изучение трипсов подсемейства Thripinae. Описание рода Masamithrips и нескольких входящих в него новых видов (включая Masamithrips masamii) сделал австралийский биолог Лауренс Моунд (Laurence A. Mound; Канберра, CSIRO Ecosystem Sciences).